# Palacio Tantucci

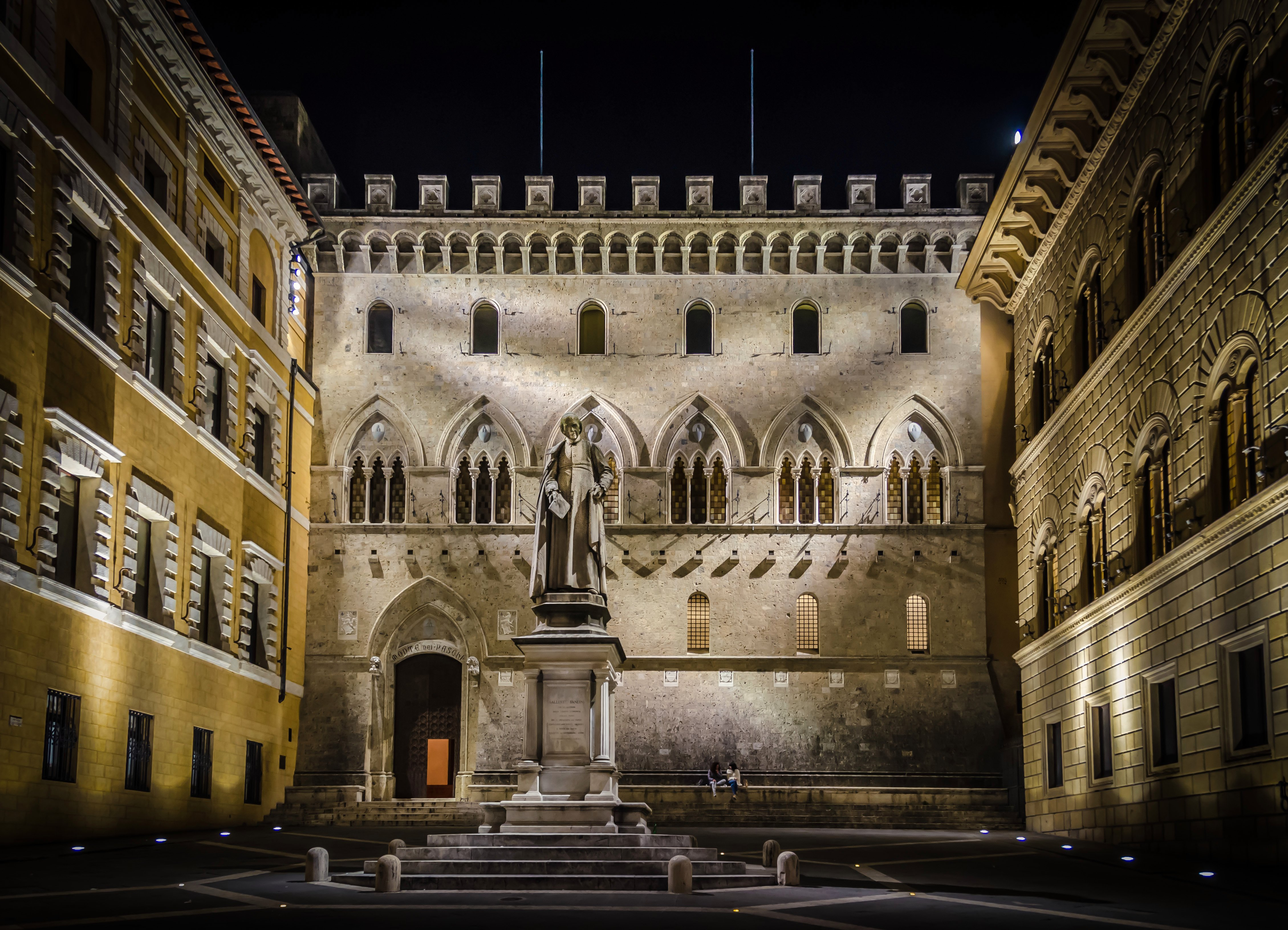
Plaza Salimbeni; a la izquierda el Palacio Tantucci.

El palacio Tantucci es un edificio histórico de estilo manierista de la ciudad de Siena, en Italia que, junto a los palacios Spannocchi —de estilo renacentista— y Salimbeni —de estilo gótico—, conforman un conjunto arquitectónico de valor que circunda la plaza Salimbeni, ubicada en el Terzo di Camollia, una de las tres subdivisiones históricas de la ciudad.

## Historia
El palacio fue finalizado en 1548 según el diseño del artista polifacético Bartolomeo Neroni. Originalmente fue propiedad de la familia Tantucci; posteriormente fue heredado por la curia arzobispal y en 1770 fue cedida una parte a la Real Aduana y otra a la Generale Amministrazione di S.A.R., que estableció allí la Oficina de Correos; en 1873 el palacio fue comprado al Estado por el Monte dei Paschi.